# Sandton
Sandton (222 415 abitanti nel 2011) è un sobborgo della città di Johannesburg in Sudafrica. Situata a nord del centro di Johannesburg, è un importante polo commerciale e piazza finanziaria, ospitando la sede della Borsa di Johannesburg.

## Geografia fisica
Sandton si estende su una superficie di 143,54 km².

## Origini del nome
Il toponimo Sandton è originato dalla combinazione dei nomi di due dei suoi quartieri principali, Sandown e Bryanston.

## Storia
Sandton venne resa una municipalità indipendente nel 1969. Tuttavia, essa perse questo status a seguito della riorganizzazione delle amministrazioni locali dopo la fine dell'apartheid, venendo incorporata nella municipalità metropolitana della Città di Johannesburg.

## Monumenti e luoghi d'interesse
Il sobborgo possiede moderni grattacieli, tra cui il Michelangelo Towers e il The Leonardo; quest'ultimo è il più alto d'Africa.